# Bairatisal
Bairatisal is een census town in het district Darjeeling van de Indiase staat West-Bengalen.

## Demografie
Volgens de Indiase volkstelling van 2001 wonen er 5.400 mensen in Bairatisal, waarvan 54% mannelijk en 46% vrouwelijk is. De plaats heeft een alfabetiseringsgraad van 82%.